# ويكا

بنتاجرام داخل دائرة، إشارة يستعملها الكثير من الويكا للدلالة على إيمانهم

هذه الصفحة عن الديانة، أما عن الشعب القديم في إنجلترا أنظر ويكا (شعب)
الويكا هي أشهر ديانة وثنية جديدة، تم إشهار الويكا في سنة 1954 على يد جيرالد غاردنر وهي الآن موجودة في العديد من دول العالم. ادَّعى غاردنر أن الويكا مثَّلت استمرارًا لديانة سحر التي استمرَّت سرًا لمئات السنين، رجوعًا إلى الوثنية ما قبل المسيحية في أوروبا، لهذا فإن الويكا تسمى أحياناً بالديانة القديمة. لا يمكن إثبات هذه الادعاءات بشكل موضوعي، ويظن المؤرخون أنه تم تجميع ديانة الويكا في فترة ما بعد العشرينات. منذ ذلك الحين تفرّعت الويكا عدّة تقاليد وتُوصف تلك التي حافظت على تعليمات غاردنر بالكامل بـالويكا الغاردنيرية. شهدت الويكا مع الوقت تحوّلاً أكبر نحو العلنية بعدما كانت شبه سرية وبعض أسرار الويكا لا تزال سراً ولا يعرفها إلا من تم قبوله في صفوف الويكا. تختلف المناهج بين تقليد ويكي وآخر وهناك أيضاً أقسام من الويكا التي لا تؤمن بمنهج معين. والويكا هي دين غير هرمي ويمكن لأي شخص اعتناق الويكا من دون الحاجة لأي إثبات على الانتماء إلى المؤسسة الدينية للويكا. 

## جذر الاسم
ويأتي اسم هذه الديانة من "wicce" من اللغة النرسية وتعني «شخص حكيم»، ولكن يرجع البعض إلى الاستخدام الإنجليزي القديم "wicca" وتعني الساحر أو مشعوذ، أو كلمة "witan" من الإنجليزية القديمة ومعناها حكيم أو حكيمة.

## المعتقدات
تختلف معتقدات أتباع الويكا بين تقليد وآخر لكنها تشترك في عدد من الأمور الأساسية مثل معتقدتهم حول الآلهة، التقمص، أخلاق الويكا والسحر.

### معتقدات الويكا حول الآلهة
من معتقدات الويكا عبادة إله وإلهة. ويُصوّر الإله في ويكا عادة على صورة إله الخصب ذو القرنين في الديانات الوثنية القديمة مثل بعل، كما تصوّر الإلهة على صورة إلهة الحبّ والجمال والجنس في الديانات الوثنية القديمة مثل عشتار، وتُسمّى الإلهة عادة بالإلهة المثلثة في إشارة إلى دورها المثلث كالعذراءوالأمّ والعجوز الحكيمة. بعض أتباع الويكا يستعملون صورة بافوميت كرمز للإله ما جعل بعض الديانات الإبراهيمية تتهم الويكا بعبادة الشيطان لكن أتباع الويكا لا يؤمنون بوجود الشيطان ويعتبرونه تسمية مسيحية لا علاقة لهم بها. ويؤمن بعض أتباع الويكا أن المقدّس يمكن أن يظهر أحياناً على شكل آلهة متعدّدة لكن الإيمان بهذه الآلهة يتراوح بين مختلف أنواع الويكا بين عدّة مواقف، من الإلحاد مروراً بالتوحيد وصولاً إلى الإيمان بتعدد الآلهة ووحدة الوجود. وتعتبر الويكا أن كل الآلهة هي أوجه متعددة لنفس الإله والإلهة. وبالتالي يمكن لمعتنق الويكا أن يعتبر أن الإلهة عشتار الكنعانية والإلهة كالي الهندية ومريم العذراء المسيحية هي أوجه مختلفة للإلهة العليا نفسها.
وبعض أقسام الويكا تعتبر أن الإله والإلهة هما بدورهما وجهان للجوهر المقدّس نفسه الذي يقول عنه غاردنر أنه يبقى مجهولاً ويصفه بالمحرّك الأوّل. ويصفه قادة آخرون في الويكا مثل سكوت كانينغهام بـ«الواحد». وتقترب هذه النظرة من معتقدات الأديان التوحيدية. آخرون في الويكا يملكون نظرة مختلفة ويعتبرون أنفسهم متعدّدي الآلهة أي يعبدون عدد من الآلهة ويعتبرونهم كآلهة مستقلة عن بعضها البعض. وهناك بعض أقسام من الويكا تعتبر أن الآلهة هي أمثلة عليا ونماذج فكرية رئيسية وفقاً لمفهوم عالم النفس كارل يونغ عن النماذج الرئيسية (بالإنجليزية نمط بدائي). والمفهوم الأخير يفسح المجال أمام الملحد أن يكون أيضاً من معتنقي الويكا. مثل هذا الرأي عبّرت عنه كاهنة عليا في الويكا، فيفيان كرولي بالقول أن آلهة الويكا هي «أمثلة عليا موجودة في اللاوعي (الجماعي) يمكن إيثارها من خلال الطقوس».
وتعتبر الويكا أن الإلهي هو موجود أيضاً في العالم الفيزيائي، وبالتالي تقترب من مفاهيم الإحيائية (بالإنكليزية Animism) ووحدة الوجود.

### معتقدات الويكا حول الموت والحياة الثانية
يُعرف عن الويكا أنها لا تعطي أهمية كبيرة للحياة الثانية وتركّز بدلاً من ذلك على الحياة الحالية. ويصف المؤرّخ رونالد هاتون ذلك بالقول أن «الموقف الحدسي لمعظم أتباع الويكا هو أنه إذا قام الإنسان بأفضل ما في وسعه خلال هذه الحياة في جميع المجالات، فهو سيستفيد من ذلك خلال الحياة الثانية بشكل أو بآخر، لذلك من الأفضل أن يركّز على الحاضر».
لكن رغم ذلك، تملك الويكا بعض المعتقدات حول الحياة الثانية. ويؤمن غالبية أتباعها بالتقمص وهو انتقال الروح إلى جسد مولود حديثاً بعد الموت. لكن المعتقدات حول تفاصيل ذلك تختلف بين تقاليد وأخرى. فبعض التقاليد تقول أن «الروح البشرية تتقمص في الأجساد البشرية حصراً لعدّة حيوات لكي تتعلّم الدروس وتتقدّم روحياً». لكن هنالك تقاليد أخرى تعتبر أنه يمكن للروح أن تتقمّص في فصائل حيّة أخرى كالحيوانات.
وتقول الويكا أنه خلال الفترة بين تقمّص وآخر، ترتاح الروح في العالم الآخر المعروف لدى الويكا باسم «أرض الصيف» (بالإنجليزية Summerland). وبعض أتباع الويكا يعتبرون أنه يمكن الاتصال بالأرواح الموجودة في العالم الآخر عبر الوسطاء الروحيين وخاصة على عيد سوين الذي يتزامن مع عيد هالووين في الدول الغربية. لكن بعض تقاليد الويكا ترفض ذلك مثل مؤسس الويكا الإسكندرية ألكس ساندرس.

### معتقدات الويكا حول السحر
يؤمن غالبية أتباع الويكا بالقدرة على التأثير على العالمين المادي والروحي عبر السحر لكن مفهومهم له يختلف كثيراً عن المفهوم الشعبي السائد حوله. ومفهوم السحر لدى الويكا يتطابق إلى حد كبير مع مفهوم السحر الشعائري الذي يُعرّفه آليستر كراولي على أنه «علم وفنّ تغيير الواقع ليتماشى مع المشيئة»، والذي يعرّفه سامويل ماك كريغور ماثرز بأنه «علم التحكّم بالقوى الخفية للطبيعة». ويعتمد الكثير من أتباع الويكا تعريف الكاتبة البريطانية ديون فورتون للسحر وهو أنه «فن وعلم التسبب بتغيّرات في الوعي وفقاً للإرادة». ووفقاً لهذه التعريفات يعتبر أتباع الويكا أن السحر هو موجود في الطبيعة ويحصل وفقاً لقوانينها وليس بالتالي فوق الطبيعة بل هو «جزء من القوى الخارقة الموجودة في العالم الطبيعي». وبعض الويكا يعتبرون أن السحر هو ببساطة استعمال الحواس الخمسة بشكل متفوّق لتحقيق نتائج.

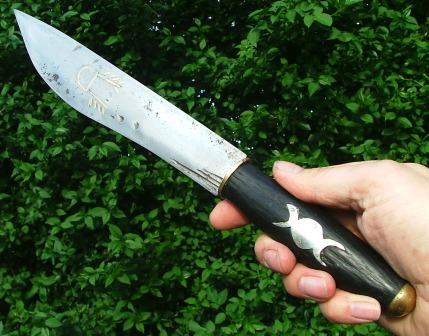
السكين الشعائري الذي يستخدمه الويكا في طقوسهم

وبعض تقاليد الويكا تعتبر أنه لا يمكن للفرد أن يمارس السحر إلا بعد إنهاء تدريبه الرسمي على يد معلّميه الذي يمكن أن يتراوح بين سنة ويوم واحد وعدّة سنوات.
ويقوم أتباع الويكا بالسحر عبر استعمال التركيز الذهني والكلمات والطقوس والرموز وأحياناً مع بعض الأدوات الأخرى مثل السكين الشعائري والمرجل والكريستال والأعشاب، ويكون هدفه عادة هو الشفاء، الحماية من التأثيرات السلبية، الخصوبة والنجاح في الحياة الشخصية.
ولا يقوم أتباع الويكا بممارسة السحر الأسود أو ما يُعرف باللغة العربية بالشعوذة، وعلى كل أتباع الويكا أن يقوموا بالسحر انطلاقاً من نوايا طيبة. وتميّز بعض تقاليد الويكا بين «السحر الأسود» الذي لا يمارسه أتباع الويكا و«السحر الأبيض» الذي يهدف لتحقيق تأثيرات إيجابية.
ويعتبر بعض الباحثين حول الأديان مثل رودني ستارك ووليم باين بريدج أن معتقد السحر لدى الويكا كان «ردّة فعل على العلمنة عبر الغوص في معتقدات السحر». لكن هناك مؤرخون ينتقدون هذا الرأي بشدة مثل رونالد هاتون الذي أشار إلى أن الحقائق تشير إلى عكس ذلك لأن «عدد كبير من الويكان يعملون في طليعة الوظائف العلمية خاصة المعلوماتية والكمبيوتر».

### العناصر الخمسة في معتقدات الويكا
تعطي ديانة الويكا مكانة رمزية مهمة للعناصر الخمسة وفقاً للتصنيفات الفلسفية والعلمية القديمة التي تعود لأرسطو. وهذه العناصر هي: النار، الهواء، الماء، الأرض (أو التراب)والأثير (أو الروح) الذي يوحّد العناصر الأربعة السابقة وتعتبره الويكا بمثابة الجوهر المقدّس الذي يوحّد كل شيء. ولدى مختلف تقاليد الويكا تفسيرات عديدة حول معنى هذه العناصر، وهي أيضاً تفسّر رمز البنتغرام الذي تشير كل زاوية منه لإحدى العناصر. ويتم ذكر العناصر الخمسة في الطقوس الدينية، وبعض التقاليد مثل الويكا الغاردنيرية تربط بين العناصر والاتجاهات الجغرافية خلال طقوسها: الهواء مرتبط بالشرق، النار بالجنوب، المياه بالغرب، والأرض في الشمال والأثير في الوسط. وبعض تقاليد الويكا تعتبر أن كل اتجاه جغرافي من هذه الاتجاهات يحكمه «حارس» أو «حارسة» يُعتبرون بمثابة أبناء الإله والإلهة الرئيسيان.

## طقوس وممارسات الويكا
تُعرّف الباحثة حول الوثنية الجديدة والكاهنة العليا في الويكا مارغوت أدلر الطقوس الوثنية على أنها "وسيلة لإعادة إدماج الأفراد والجماعات وربط أنفسهم خلال نشاطات الحياة اليومية بمعناها الحالي، والمنسي غالباً". وتضيف أدلر أن الطقوس والاحتفالات في الويكا "ليست تكرار تجارب جافة ورسمية" بل تُقام بهدف حمل تجربة دينية إلى المشاركين بها ورفع وعيهم". وتقول أن بعض الويكان يكونون متشكّكين تجاه وجود الآلهة، الحياة الثانية وهكذا مسائل، لكنهم يبقون في الويكا بسبب التجارب الطقوسية. وتقول نقلاً عن كاهنة أخرى أن الطقوس هي حول "الأسطورة، الحلم والتجربة الفنية، الويكا هي المكان الذي يجمع كل ذلك: الجمال، العظمة، الموسيقى، الرقصة، الغناء والحلم".
وتُعتبر الممارسات العمليّة في الأديان الوثنية الجديدة مثل الطقوس أهم من الاعتقادات والأساطير القديمة، ويقول أحد مؤرخي الأديان الوثنية أنه بالنسبة لها «الطقوس تأتي أولاً، ثم الأسطورة (المعتقدات)».

### أعياد الويكا
تُعرف أعياد الويكا بمراسيم السبت، وهي ثمانية (: سوين، بيلتَين، إيمبولك، لاماس، ليثا، يول، أوستارا ومابون). وهناك أيضاً مراسيم الإسبات (على ظهور كل قمر جديد وبدر). ومراسم السبت هي بمعظمها احتفال بالتناغم مع الدورات الطبيعية إذ تتزامن مراسيم السبت الأربعة الرئيسية على أيام الانتقال من فصل إلى آخر، كأول أيام الربيع والصيف والخريف والشتاء

### مضمون الطقوس
يتم الاحتفال بالطقوس عادة على أعياد الويكا. وتتنوّع الطقوس كثيراً بين مختلف أتباع الويكا حيث يمكن للأفراد أن يختاروا وينشأوا الطقوس الخاصة بهم، لكن هنالك سمات مشتركة لمعظم الطقوس. ويتم عادة افتتاح الطقس بالقيام بتطهير رمزي للمكان الذي يتم فيه الطقس من الطاقة السلبية. وقد يتضمّن الطقس مناداة «حرّاس» الجهات الأربعة، صلوات للإلهة والإله، القيام بتعويذات سحرية، تمثيل رمزي للدورات الطبيعية بين المواسم، موسيقى ورقص وأنواع مختلفة من الفنون.
ويكون هنالك في موقع الطقوس عادة طاولة تُوضع عليها تماثيل الإله والإلهة والأدوات الشعائرية.
- بعض تقاليد الويكا وخاصة الغاردينيرية يفضّل أعضاؤها القيام بالطقوس عراة، لكن ذلك لا يحمل معاني جنسية بل يراه الويكان على أنه أمر طبيعي يمثّل تصالح الإنسان مع جسده.
- بعض تقاليد الويكا تقوم بطقوس ذات رمزية جنسية تحاكي الاتحاد بين الإله والإلهة.

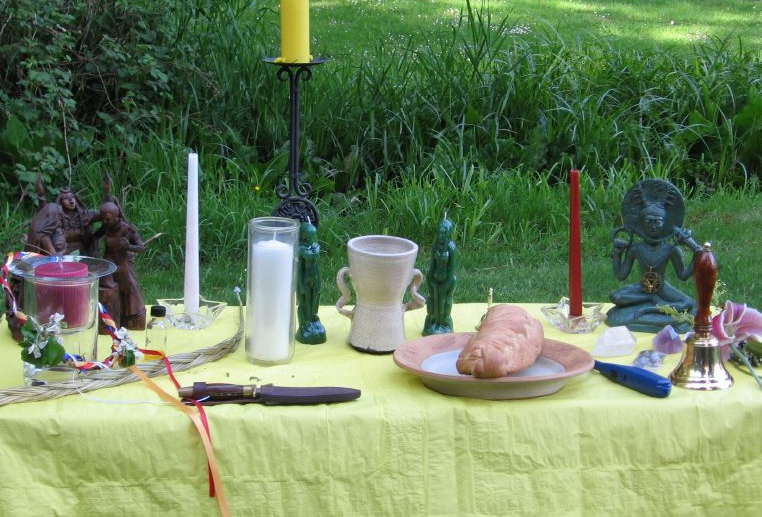
مذبح ويكا - مثال عن طاولة شعائرية أو مذبح للويكا يتم استخدامه عادة للطقوس أو يُوضع في مكان دائم في المنزل لتكريم الإلهة والإله

### مراسيم المرور
يقوم الويكا بطقوس خاصة لمختلف مراحل الحياة. أهمّها لديهم هو طقس الدخول في الويكا. في بعض تقاليد الويكا التي تقوم على ثلاث درجات يتم قبول الطالب في الدرجة الأولى بعد سنة ويوم من التدريب والدراسة على يد كاهن أو كاهنة في الويكا. في هذه التقاليد، عندما يصل الويكان إلى الدرجة الثانية يحق له إدخال أعضاء جدد إلى تقليده، وحين يصل إلى الدرجة الثالثة يحق له إنشاء فروع مستقلّة للويكا. لكن غالبية تقاليد الويكا اليوم تتبع نمط الإدخال الذاتي في الويكا (بالإنجليزية Self initiation) حيث يقوم الفرد بنفسه باعتناق الويكا وباعتبار نفسه ويكان.
من أنواع مراسيم المرور الأخرى في الويكا هي مراسيم الزواج (بالإنجليزية Handfasting) حيث تقوم كاهنة أو كاهن من الويكا بمراسيم الزواج.
وهنالك أيضاً مراسيم للأطفال الحديثي الولادة تُسمى «ويكانينغ»، والهدف من هذا الطقس هو الطلب من الإلهة والإله حماية الطفل وعايته لكن لا يُعتبر الطفل على أنه من الويكا لان تقاليد الويكا تشدّد على مبدأ الاختيار الذاتي للدين ومعظم المدارس فيها ترفض قبول من هم دون الثامنة عشر.

### كتاب الظل
لا يوجد في الويكا نصّ مقدّس مثل القرآن في الإسلام أو الإنجيل في المسيحية رغم وجود عدد من النصوص المهمّة التي يعتبرها الويكان مصدر إلهام لهم. ويستخدم أتباع هذه الديانة كتاب أبيض الصفحات يطلقون عليه اسم كتاب الظل كدفتر يوميات يحتوي على أفكار وتعويذات والتعليمات المنقولة للويكان من معلّميهم ومعلّماتهم. لذلك كتاب الظلّ هو كتاب شخصي ويُمنع عادة أي شخص آخر من الإطلاع عليه، ويختلف مضمونه بين فرد وآخر.

## أخلاقالويكا
ترتكز الأخلاق الويكية بشكل أساسي على «نصيحة الويكا» التي تقول: «افعل ما تشاء ولا تؤذي أحداً». وتُعتبر هذه النصيحة في الويكا على أنها إعلان لحرية التصرف للفرد شرط عدم إيذاء الآخرين وتحمّل المسؤولية التامة تجاه ما يفعله.
ركيزة أخرى في أخلاق الويكا هي «قانون الثلاث» الشبيه بفلسفة الكارما الشرقية، وهو يعني أن كل ما يفعله المرء يعود إليه ثلاث أضعاف، إن كان خيراً أم شراً.
بعض تقاليد الويكا تستوحي أيضاً من الفضائل الثمانية الواردة في كتاب «مسؤولية الإلهة» للكاهنة العليا في الويكا دورين فاليينتي، وهي: المرح، الاحترام، الشرف، التواضع، الصلابة، القوة، الجمال والتعاطف.
وهناك تقاليد أخرى في الويكا تتبع مجموعة من القوانين المعروفة بـ«قوانين الويكا» وعددها 30 في الويكا الغاردنيرية و161 في الويكا الإسكندرية ومعظمها متعلّق بكيفية أداء الطقوس والتنظيم الداخلي لهذه التقاليد. لكن هذه القوانين مثيرة للجدل اليوم في أوساط الويكا ويعتبر بعض قادة الويكا أن جرالد غاردنر وضعها بعد خلاف مع الكاهنة العليا عام 1957.

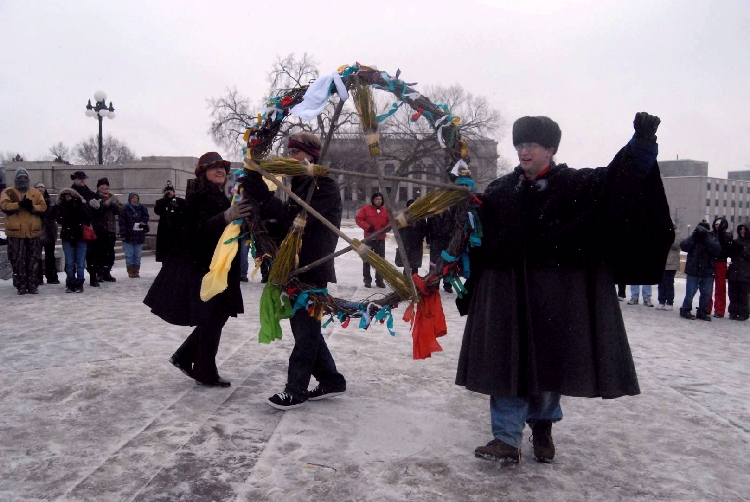
احتفال للويكا- خلال أحد احتفالات الويكا في الولايات المتحدة

## تقاليد الويكا
كلمة «تقليد» في الويكا تشير إلى التقليد الذي ينتمي إليه الويكان من بين أصناف الويكا المختلفة. وكانت الويكا في البدء تقتصر على تقليد واحد هو الذي أنشأه جرلد غاردنر لكن مع الوقت نمت داخل الويكا تقاليد جديدة حتى بات هنالك العديد من التقاليد داخل هذه الديانة اليوم. وتعتنق جميع هذه التقاليد معتقدات الويكا لكن هنالك فروقات طفيفة بين كلّ منها. لكن ليس بالضرورة أن ينتمي كل أتباع الويكا إلى تقليد محدّد لأن الويكا هي دين غير منظّم لكن فيها حركات منظّمة يمكن أن ينتمي إليها معتنقو الويكا إذا ما أرادوا ذلك. ويُعرف أتباع الويكا الذين لا يتبعون تقليد محدد أو لا ينتظمون في مجموعة بالانفراديون. وبعض أتباع الويكا يمزجون بين تقاليد مختلفة حتى أن لم تكن تلك التقاليد ذات علاقة بديانة الويكا، ويُعرف هؤلاء عادة باسم «الانتقائيون» لكن لا يشير هذا الاسم إلى تعبير سلبي بل إلى طريقة الفرد في انتقاء ما يراه مناسباً من تقاليد أو أديان مختلفة. وتشير الإحصاءات إلى أن ثلاثة أرباع أتباع الويكا والأديان الوثنية الجديدة هم انفراديون أي غير منخرطين في مجموعات منظّمة.
ومن تقاليد الويكا المختلفة:
- الويكا الإسكندرية
- الويكا الدايانية
- الويكا الغاردنيرية
- الويكا الجنية
- ويكا النجمة الزرقاء

## انتشار الويكا في العالم
بعد إعلان الويكا في الخمسينات انتشرت هذه الديانة أولاً في الجزر البريطانية. وفي الستينات والسبعينات نمى عدد أتباعها في الولايات المتحدة وكندا ثم انتشرت في أستراليا وأوروبا والهند والبرازيل وجنوب أفريقيا وعدد من الدول الأخرى في العقود اللاحقة. وتشير تقارير صحافية إلى انتشار محدود للويكا في فلسطين المحتلّة وخاصة في صفوف يهود سابقين، وأشارت جريدة لبنانية إلى أنه هنالك عدد من أتباع الديانة في لبنان.
ومن الصعب تقدير العدد الحقيقي لأتباع الويكا لأنها ديانة غير منظّمة ولأن العديد من أتباعها يخفون انتمائهم خوفاً من التمييز أو الاضطهاد. ويقدّر الموقع المتخصص في تقدير عدد أتباع الديانات Adherents.com عدد أتباع الويكا بين 800 ألف ومليون حول العالم. وتُعتبر الويكا من الديانات السريعة النموّ وتشير بعض التقديرات إلى أنها قد تصبح ثالث أكبر ديانة في الولايات المتحدة بعد المسيحية والإسلام بحلول العام 2012.